# Torkos Justus János
Torkos Justus János, Ján Justus Torkoš (Győr, 1699. december 17. – Pozsony, 1770. április 7.) kémikus, orvosdoktor, városi főorvos.

## Családja
Torkos András evangélikus lelkész és Peecz Katalin Zsófia fia. Torkos József lelkész bátyja, Torkos János orvos apja.

## Élete
Győrött magántanításban részesült; 1711-ben a besztercebányai gimnáziumban folytatta tanulását Bél Mátyás rektor alatt, akit 1714-ben Pozsonyba is követett; innét 1715-ben a hallei egyetemre ment és miután ott három évet eltöltött, visszahívták Besztercebányára Moller Károly Ottó gyógyszertárába a gyógyszerészet tanulására. 1720-ban ismét visszatért Halléba, ahol a bölcseletet és orvostudományt tanulta és 1724. június 1-jén orvosdoktori oklevelet nyert. Hazájába visszatérve, egy ideig nevelősködött, majd Pozsonyban és Győrött orvosi gyakorlatot folytatott. 1726-ban Komárom-, majd pedig Győr megye tiszti orvosa volt. 1731-ben gróf Pálffy Miklós nádor Pozsonyban háziorvosának választotta; 1740-ben pedig Pozsony város főorvosa lett. Több külföldi tudós-társaságnak is tagja volt.
Úttörő munkát végzett a magyarországi gyógyvizek elemzése és ismertetése terén; összeállította az első magyarországi gyógyszerész-árszabványt, amely felsorolja az orvosok, a sebészek, a gyógyszerészek, a bábák és a fürdősök kötelességeit és jogait.

## Munkái
- Dissertatio inauguralis medica de febre petechiali. Halae, 1724.
- Schediasma de thermis Pöstheniensibus. Posonii, 1745.
- Taxa Pharmaceutica Posoniensis ... quatuor linguis, latina, Hungarica, Germanica et Slauica, elaborata. Uo. 1745.
- Thermae Almasienses ... Uo. 1746.
- Polychrestus liquorjáról való tudósítás. Uo. 1856. (Tótul. Uo. 1756. Németül. Uo. 1757).
- Sal minerale alcalicum nativum Pannonicum et ex eodem parata remedia liquor Polychres ... Uo. 1763.
- Bericht von der Königl. des Königreichs Hungern Freistadt Pressburg Lage, Wässern und Luft ... Uo. 1764.
- Balneum aquae dulcis, oder Bericht vom Nutzen und Gebrauch des Donaubades ... Uo. 1765.
- Berich von dem natürlichen alcalischen hungarischen Mineralsalz und von denen aus demselben bereiteten liquor alcalicus Polychrest-Tinctur, wie auch sal alcalicum polychrestum, oder alcalischen Polychrest-Salz ... Uo. 1766.
- Observationes anatomico-medicae de Monstro bicorporeo, an. 1701. d. 26. Oct. in Pannonia infra Comaromium, in Possessione Szöny, quondam Quiritum Bregetione, in lucem edito, atque an. 1723. d. 13. Febr. Posonii in Coenolio S. Ursulae fato functo, ibidemque sepulto. Ex Ephemeridibus Car. Raygeri collectae et descriptae per ... tandem insertae Transaction. Philosophic. Anglicanis Vol. I. part. I. § 39. Harum compendium ... in Commentar. Lipsiens. de reb. in Scient. nat. ac medic. gestis Vol. IX. part. IV. pag. 686. Hely és év n.

Kiadta: Moller, J. J., Wie man sich von der Pest und ansteckenden giftigen Krankheiten und Seuchen ... praeserviren; und was man vor Mittel, wenn man damit angestecket worden, gebrauchen solle. Pressburg, 1739. c. munkáját.
Kéziratban maradt kilenc munkáját felsorolja Weszprémi.